# Белозёрская улица (Томск)
Белозёрская у́лица — улица в Томске, проходит от Белозёрского переулка до Ачинской улицы.

## История
Образована в середине XIX века, первое упоминание в 1847 году. Шла на Воскресенскую гору к Белому озеру, что определило её название. Название незначительно менялось со временем — Белоозёрская, Белоозёрная, Белозёрная.
На улице находилось несколько «богоугодных» заведений: в доме 15, пожертвованном купцом Ф. Х. Пушниковым, Покровская богадельня, в доме 26 — детский приют, в доме 17 — приют Томского благотворительного общества.
В доме 21 располагалось Петровское училище, в доме 22 — оранжереи купца Пушникова.

## Достопримечательности
Дом 12/1 — гимназия № 24 имени Героя Советского Союза М. Октябрьской (имя присвоено 9 декабря 1970 года). 2 октября 1962 года перед зданием гимназии установлен бюст Героя.
На здании установлена мемориальная доска выпускнику гимназии старшему лейтенанту Ю. А. Селявскому, погибшему в Афганистане в 1981 году.